# Jerry Seinfeld
Jerome Allen „Jerry“ Seinfeld (* 29. dubna 1954) je americký komik, herec, spisovatel a producent. Proslavil se především rolí napůl smyšlené postavy sama sebe v seriálu (sitcomu) Seinfeld, v Česku uvedeném pod názvem Show Jerryho Seinfelda, který vytvořil a napsal spolu s Larry Davidem. Seriál byl vysílán na NBC od roku 1989 do 1998 a stal se jedním z nejúspěšnějších a nejsledovanějších amerických sitcomů v historii. Jako stand-up komik se Seinfeld specializuje na tzv. observational comedy. V roce 2004 jmenoval Comedy Central Seifelda 12. největším stand-up komikem v historii.
Seinfeld produkoval film z roku 2007 Pan Včelka (Bee Movie), byl jeho spoluautorem a také v něm hrál. Film byl nominován na Golden Globe Award for Best Animated Feature Film. V roce 2010 uvedl seriál The Marriage Ref, který byl po dvě sezóny vysílán na NBC. Seinfeld je také tvůrcem a moderátorem seriálu Comedians in Cars Getting Coffee na Netflix. Je ženatý se spisovatelkou a filantropkou Jessicou Seinfeld, se kterou má tři děti.
V roce 2025 mu byla za roli Bez polevy ve filmu udělena Zlatá malina za nejhorší mužský herecký výkon.